# Anonymverfügung

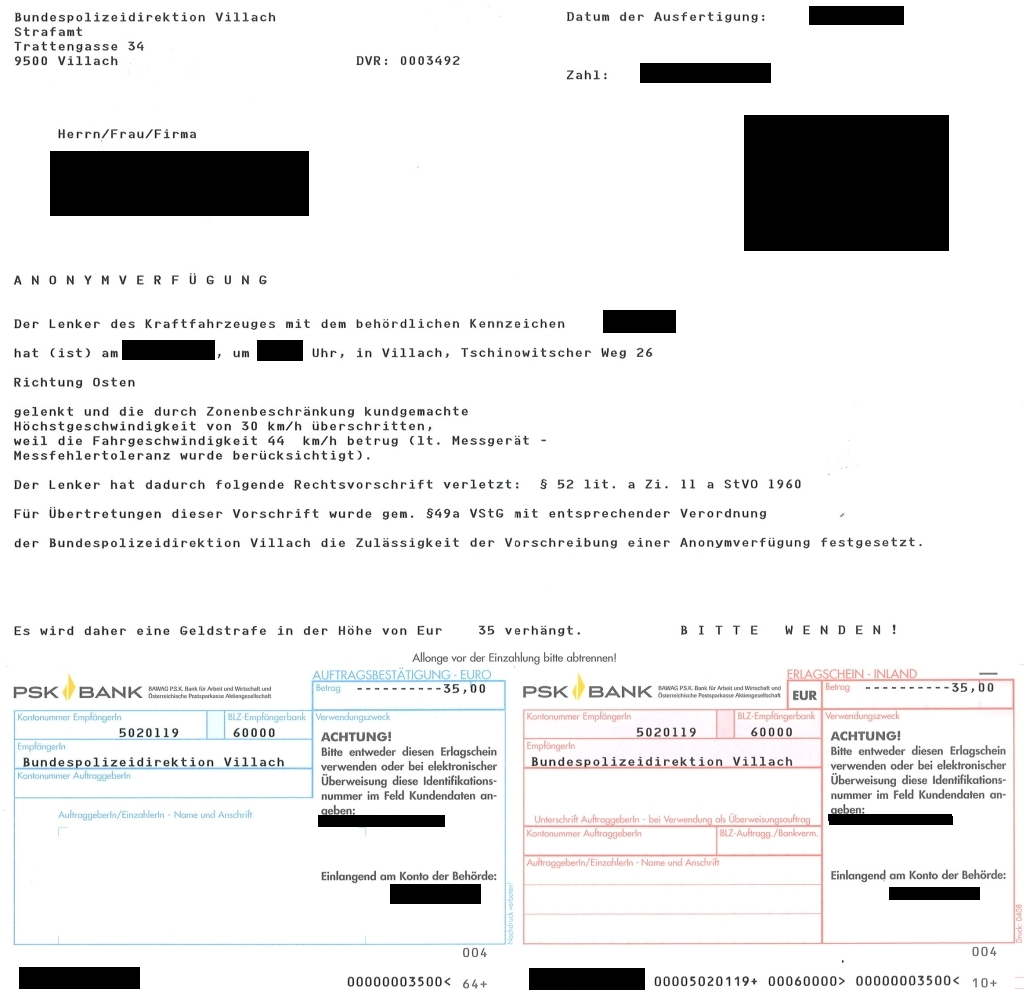
Beispiel einer Anonymverfügung, Vorderseite

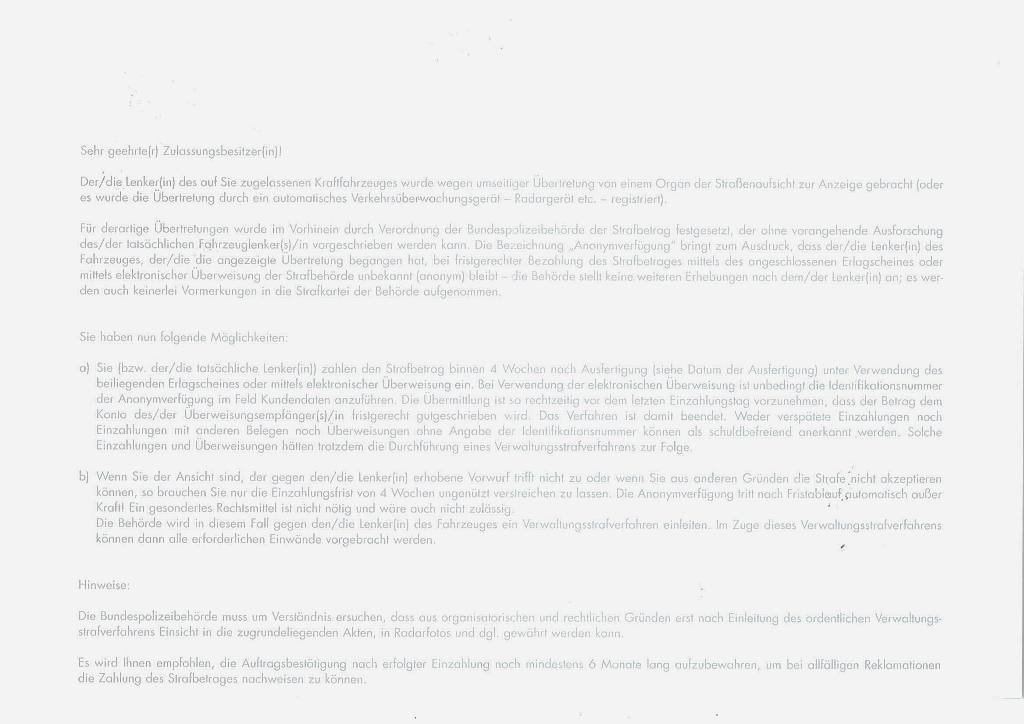
Beispiel einer Anonymverfügung, Rückseite

Eine Anonymverfügung ist in Österreich eine Sanktionsmöglichkeit bei Verwaltungsübertretungen gemäß § 49a Verwaltungsstrafgesetz 1991. Sie gehört, neben der Organstrafverfügung und der Strafverfügung, zu den abgekürzten Verfahren im österreichischen Verwaltungsstrafrecht.

## Anwendungsgebiete und Voraussetzungen
Das Hauptanwendungsgebiet der Anonymverfügung sind Verletzungen der österreichischen Straßenverkehrsordnung. Meistens handelt es sich um Geschwindigkeitsübertretungen, bei der die zuständige Behörde, Landespolizeidirektion bzw. Bezirksverwaltungsbehörde (Bezirkshauptmannschaft oder Magistrat), davon ausgeht, dass der Zulassungsbesitzer (laut Zulassungsschein), dem die Anonymverfügung zugestellt wurde, den Täter kennt bzw. leicht herausfinden kann, wer der Täter ist, weil er weiß, wer wann mit seinem Fahrzeug unterwegs war.
Die Bezeichnung Anonymverfügung bedeutet, dass der eigentliche Täter (dies kann natürlich auch derjenige sein, dem die Anonymverfügung zugestellt wird, z. B. der Zulassungsbesitzer bei Verwaltungsübertretungen nach der StVO, muss es aber nicht), der die angegebene Übertretung begangen hat, bei Bezahlung binnen der angesetzten Frist unbekannt (also anonym) bleibt. Weil der Täter anonym bleibt, ist es erforderlich, dass die Gefährdung jener Interessen, denen die Strafdrohung dient, nicht so schwer wiegt, dass die Ausforschung des Täters erforderlich ist. Andernfalls wäre eine Anonymverfügung unzulässig. Eine Anonymverfügung wegen einer Verwaltungsübertretung, z. B. eine Geschwindigkeitsübertretung, kann weiters nur dann ausgestellt werden, wenn die Verwaltungsübertretung
- mittels automatischer Überwachung (z. B. Radarkasten, Section control) aufgenommen oder
- von einem Organ der öffentlichen Aufsicht im Dienst (meist Polizeibeamte) wahrgenommen wurde.

Im Falle einer festgestellten Geschwindigkeitsübertretung oder nicht bezahlten Parkstrafe wird dem Zulassungsbesitzer eine solche Anonymverfügung mit einer festgesetzten Geldstrafe (bis zu 365 Euro) übermittelt.
Es besteht die Möglichkeit, den Strafbetrag binnen vier Wochen nach Ausfertigung zu begleichen. Danach wird von der Verwaltungsbehörde nichts mehr unternommen, das Verfahren gilt als beendet. Es wird in diesem Falle auch keine Lenkererhebung durchgeführt und keine Vormerkung in die Strafkartei vorgenommen.
Bei Überschreitung der Einzahlungsfrist, beispielsweise wenn der Zulassungsbesitzer aus diversen Gründen die Strafe nicht akzeptieren kann oder will, tritt die Anonymverfügung automatisch außer Kraft. Danach wird gegen den Fahrer des Fahrzeuges, der mittels Lenkererhebung ausgeforscht wird, ein Verwaltungsstrafverfahren eingeleitet.
Bis 2017 musste man mit einem Verwaltungsstrafverfahren auch rechnen, wenn man innerhalb der Frist versehentlich zu viel bezahlt hatte.

## Inhalt
Eine Anonymverfügung muss folgende Angaben enthalten:
- die für die Verfügung zuständige Behörde sowie das Datum
- die als erwiesen angenommene Tat sowie Ort und Zeit der Begehung
- die verletzte Verwaltungsvorschrift
- die verhängte Strafe und die angewendete gesetzliche Bestimmung
- sowie eine Information über Wirkung und Rechtsfolgen

Beizulegen ist ein Zahlschein mit einer computerlesbaren Identifikationsnummer zur postalischen Einzahlung oder Überweisung der Geldstrafe.